# 水行俠
水行俠（英語：Aquaman）是一名DC漫畫旗下的虛構漫畫超級英雄。該角由莫爾·韋辛格和保羅·諾里斯創作，並首次登場於《多趣漫畫》#73（1941年11月）。水行俠最初在DC漫畫中只擔任配角，後來在若干卷他自己獨立的作品中被作為主角。在1950年代末和1960年代初的超級英雄白銀時代，水行俠成為了美國正義聯盟的創始成員之一。1990年代的摩登時代，故事加重描述了他作為亞特蘭提斯國王，在這之前的水行俠顯得更為嚴肅。
因角色的性格多變，後來決定將他設定為廢黜的國王和墮落的英雄。在《Wizard》雜誌的「最偉大的漫畫書人物」中被列為第147位（全200位）。IGN將水行俠列在「最偉大的漫畫書英雄」中的第五十二名。

## 人物
水行俠的第一個故事是採倒敘法。本名為亞瑟·庫瑞（Arthur Curry），這個故事的開始是亞瑟與父親在海底中探險，亞瑟的母親去世時，他還是個嬰兒，但此時父親已經在探索海洋的奧秘。亞瑟的父親最偉大的發現是海底的一座古老的城市，是沒有其他潛水員能侵入的深處，亞瑟的父親很快便認出那座城市是失落的海底王國「亞特蘭提斯」。他將那裡當作是自己的家並在那裡生活，學習記錄、設備和種族奇妙的智慧。從紀錄中，他學會了如何教導亞瑟在海洋生活，並從水中使用大海的力量，成就了他奇妙又強大、迅速的力量。亞瑟現在是美國正義聯盟的成員之一。
在黃金時代初出場的水行俠能在水下呼吸和控制魚類與其他海洋生物長達一分鐘。在早期的設定中，他並不是用心靈感應控制海洋生物，水行俠被描繪成能在聽力可及的範圍內（約半徑20碼）使用海洋生物的語言與其溝通。水行俠在世界各地冒險，居住在水下的遇難漁船。水行俠大部分的敵人是納粹主義的U型潜艇的指揮官和各種軸心國的惡棍。其餘在1940年和1950年的冒險，水行俠都在處理各種海上的罪犯，包括他長期的大敵黑傑克等現代的海盜，以及對航道和水手造成威脅的海洋生物。此外，他還有個企圖篡位的半親弟弟海洋領主。
水行俠最後一次出現在《多趣漫畫》＃107發行之前，與超人和綠箭俠一起移動到＃103開始的《冒險漫畫》（1946年）。而在新52重啟計劃中，亞瑟被設定成湯姆·庫瑞和亞特蘭娜皇后的半陸地人的兒子，而且還成為了正義聯盟的創始成員之一。

## 能力
水行俠最廣為人知的能力是從很遠的距離對海洋生物進行召喚或溝通。水行俠有在水下呼吸的能力，超人的耐久性使他對海中的溫度和深度（水壓）不受影響。水行俠亦持有超人的力量和強壯的身體，而且有高速的游泳能力，速度能達到每秒10000英尺。水行俠在黑暗的海底中仍能看見東西，但聽力範圍有限。雖然可長期待在水中不受影響，但若長期在陸地上，水行俠則會變得無力，蝙蝠俠因此發明了一套水西裝，幫助水行俠在陸地上也不會失去水分。在2011年，這個弱點後來被刪除，被設定他是在陸地上長大，並學習他的亞特蘭蒂斯的遺產。水行俠的標誌性武器是三叉戟，在失去左手後，水行俠最初使用可伸縮的鉤子，後來他可以控制水來代替鉤子。在《至黑之夜》 #8中復活時，他失去的手也長了回來。

## 出版歷史
在1930年代－1940年代期間，即被漫畫迷與漫畫歷史學家稱為漫畫的黃金時代。首個版本的水行俠被作家莫爾·韋辛格與漫畫家保羅·諾里斯創作出來，其首次亮相是被作為一個備用人物出現於《多趣漫畫》#73-107（1941年11月至1946年2月），而該系列後來拋棄了超級英雄故事轉而成為一個幽默期刊。對於水行俠的專題被轉移到了《冒險漫畫》#103-284（1946年4月至1961年5月）之中，被當作該漫畫書的明星超級小子的備用人物。
在該角色初次露面不久後，路易斯·卡澤納夫繼承了諾里斯成為替這個海中英雄黃金時代冒險創作最久的作者。卡澤納夫初次替水行俠創作是在《多趣漫畫》#82（1942年8月號）中，後來則轉到《冒險漫畫》#103-117、119-120、124（1946年4月號至1947年6月號、1947年8月號至1947年9月號、1948年1月號）上刊載。這部作品一開始出現的配角是各種的海中生物，包含了在水行俠1940年代的冒險中出現過幾次的寵物海豹Ark和初次是在《冒險漫畫》#229（1956年10月號）出現的水行俠寵物章魚托波。
在1950年代末與1960年代的被成為漫畫的白銀時代的超級英雄復興時代中，他是美國正義聯盟的創始成員。在1990年代的摩登時代中，隨著故事線更多地描繪他作為亞特蘭提斯的國王，水行俠較大多數之前的表演來說顯得更加嚴肅。

## 其他媒體

### 電視
- 《The Superman/Aquaman Hour of Adventure》：配音員為泰德·奈特。
- 《超級英雄戰隊》：前兩季的配音員為諾曼·奧爾登，而其他則由威廉·卡拉威負責。
- 《The Aquaman & Friends Action Hour》：於2003年在拉丁美洲地區的卡通頻道撥出的動畫。
- 《超人：動畫系列》：配音員為米格爾·費雷爾。
- 《未來蝙蝠俠》：於「The Call」上下兩集的情節中，提及水行俠下落不明。
- 《正義聯盟》：配音員為史考特·拉梅爾。
- 《正義聯盟無限版》：配音員同為史考特·拉梅爾。
- 《超人前傳》：於「Aqua」和「Justice」兩集中出現，由Alan Ritchson飾演。而「Aqua」也是該季獲得最高評價的一集。
- 《水行俠》：由賈斯汀·哈特雷飾演。
- 《蝙蝠俠智勇悍將》：配音員為約翰·迪馬喬[7]。
- 《我家也有大明星》：在當中為《水行俠》虛構電影。
- 《深夜秀》：在當中有「親愛的水行俠」一話題，主持人弗格森則以水行俠的打扮現身。
- 《海綿寶寶》中的超級英雄角色海超人（Mermaid Man）是以水行俠為原型創造的。
- 《南方四賤客》，某一集「超級好朋友」中所登場的海王子（Seaman），也是以水行俠為原型創造的。
- 《少年正義聯盟》：配音員為菲爾·瑞梅爾[8]。第三季亞瑟經營王國，將水行俠傳承給卡德拉·漢姆。
- 《Mad》：配音員同為約翰·迪馬喬。
- 《少年悍將 GO！》：於「Matched」一集中以鋼骨製造的電腦程式方式出現。

### 電影
- 《正義聯盟：超級最前線》：配音員為Alan Ritchson（《超人前傳》演員），客串。
- 《超人再起》：在當中Jason White穿著白色的水行俠睡衣。
- 《正義聯盟：兩面夾擊》：配音員為喬希·基頓。他在正義聯盟衛星上幫助蝙蝠俠戰鬥。
- 《超人：鋼鐵英雄》：片中史旺維克中將採用了「三叉戟」作為軍用代號，除此之外當克拉克在太平洋的石油鑽井平台上掉落海中時，有著鯨魚叫聲一幕被許多人猜測這是否與水行俠有關[9]。
- 《正義聯盟：閃電俠之逆轉》：配音員為凱瑞·艾文斯[10][11]。
- 《正義聯盟：時間困境》：配音員為利亞姆·奧布萊恩[12]。
- 《DC漫畫超級英雄：蝙蝠俠 全面圍攻》：配音員為迪伊·布拉德利·貝克。
- 《正義聯盟：亞特蘭提斯的王位》：約翰某日在Twitter上發布了一個水行俠的動畫電影消息。它宣布，這部電影將為新52的起源故事[13][14][15][16]。配音員為馬特·蘭特爾。
- 《樂高電影：正義聯盟大戰末日軍團》：開頭短暫登場。
- 《樂高超級英雄：水行俠 亞特蘭提斯風暴》：配音員為迪伊·布拉德利·貝克。
- DC擴展宇宙：由傑森·莫瑪飾演[17][18][19]。
  - 《蝙蝠俠對超人：正義曙光》（2016年）[19][20]：未掛名客串
  - 《正義聯盟》（2017年）
  - 《水行俠》（2018年）[21][22][23][24][25][26][27][28][29]
  - 《水行俠 失落王國》（2023年）

### 電子遊戲
- 《正義聯盟特遣部隊》：超級任天堂和Mega Drive遊戲。
- 《水行俠：亞特蘭蒂斯大戰》：Xbox和任天堂GameCube遊戲。
- 《正義聯盟英雄》：Xbox和PlayStation 2遊戲。水行俠作為一個需解鎖的角色。
- 《真人快打對DC宇宙》：在當中為暴力類型的角色之一。
- 《蝙蝠俠智勇悍將》：配音員為約翰·迪馬喬。
- 《DC 超級英雄 Online》：配音員為Jens Anderson。
- 《樂高蝙蝠俠2：DC超级英雄》：配音員為布賴恩·布盧姆。
- 《超級英雄：武力對決》：配音員為菲爾·瑞梅爾。
- 《樂高蝙蝠俠3：飛越高譚市》：配音員為斯科特·波特。
- 《無限危機》：以可玩角色登場。
- 《塗鴉冒險家：DC漫畫冒險》:水行俠為玩家可創造角色

## 外部連結
- Index of Aquaman's Earth-1 adventures （页面存档备份，存于）
- Alan Kistler's Profile On Aquaman
- The Unofficial Aquaman Site, including the Aquaman FAQ （页面存档备份，存于）
- The Aquaman Shrine--A Blog Devoted to Aquaman （页面存档备份，存于）
- AquamanTV: Mercy Reef （页面存档备份，存于）